# ブコバ
ブコバ（Bukoba）は、タンザニアの都市。人口は9万3976人（2012年）。タンザニア北西部に位置し、カゲラ州の州都である。ヴィクトリア湖の西岸に位置し、ムワンザとはフェリーの定期便が就航している。北に接するウガンダのラカイ県とは道路が通じており、ウガンダの首都カンパラとの間にバスの便もある。また、近郊にブコバ空港がある。この空港は2010年に拡張され、オーリック航空がムワンザとの間に一日3回就航している。気候は温暖であり、2度ある雨季の間は涼しくなるが、ヨーロッパの冬のようには冷え込まない。街は丘に囲まれた小さなボウル状の盆地に位置しており、地形の制約によって町は平らにコンパクトにまとまっている。住民はハヤ人が多く住む。この地域はコーヒーの名産地であり、ブコバ・コーヒーの名で知られる。